# Batata
Batata ali sladki krompir (znanstveno ime Ipomoea batatas). Izhaja iz Južne Amerike. 

## Opis
Batata je gomoljast slak iz tropske Amerike. Batatovi gomolji so zelo podobni krompirju, vendar imajo debelejšo lupino. Krhko meso razpade med kuhanjem v mehko kašo. Sladka batata so bodisi oranžne, bele ali rumene barve in imajo okus po kostanju. Nekatere sorte imajo suho, mokasto meso in svetlorjavo lupino, druge spet so sočne in rdečkasto rjave.
Batato pogosto zamenjujejo z jamom, ki je iz druge botanične skupine. V primerjavi z njim je batata bolj sladka.

## Uporaba v kuhinji
Batate so primernejše za kuhanje, pečenje in pretlačevanje kakor za peko v ponvi. Ocvrte so okusna različica pomfrija. Naravno sladkobo batat poudarimo, če dodamo sladkor ali med in sladke začimbe. Tradicionalna jed na ameriški zahvalni dan so s pomarančnim sokom in rjavim sladkorjem »kandirane« batate. Iz sladkega batatovega mesa pripravljamo slastne pireje za sladke in pikantne pite, pudinge in kruh.

## Energijska vrednost
Batata 441 kJ/ 105 kcal; 2 g proteinov, 24 g OH, 13 mg natrija.Lenart benedičić